# 全烋相

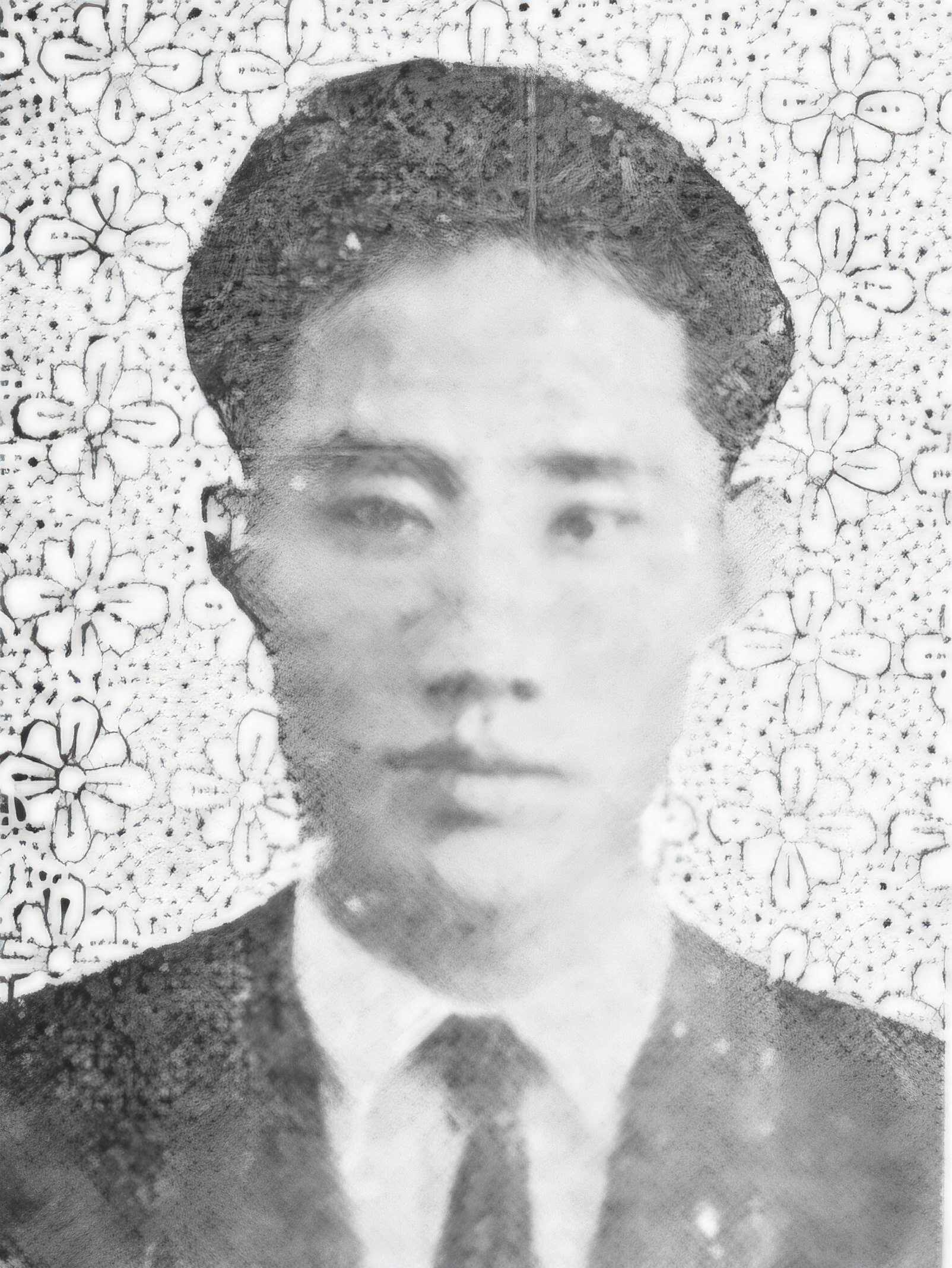
1960年ごろ

全 烋相（チョン・ヒュサン、朝鮮語: 전휴상、1934年1月10日 - 1980年6月23日）は、大韓民国の実業家、政治家。第5・6・7・8代韓国国会議員務めた。

## 経歴
日本統治時代の全羅北道鎮安郡出身。全州高等学校文科、高麗大学校政経学部政治学科卒。国会議員4期のほか、海東農林株式会社取締役、社団法人韓国養苗協会会長、民主共和党全北第5地区党委員長・議員総会副総務・院内副総務、鎮安郡4Hクラブ自願指導者連合会会長、第7・8代国会農林委員会委員長などを務めた。
1980年6月23日、ソウル市西大門区の自宅で胃がんにより死去、享年47。

## エピソード
1967年の第7代総選挙では全北鎮安・茂朱・長水選挙区から74,385票を獲得し当選した。これは同選挙での地域選挙区の最高得票数であった。